# Стећци у Мијатовцима
Некропола са стећцима Рајков камен налази се у селу Крекови у засеоку Мијатовци, општина Невесиње. Некропола је датирана у крај 15 и почетак 16. вијека. Национални је споменик Босне и Херцеговине.

## Локалитет
Некропола Рајков камен сматра се интегралним дијелом некрополе Калуфи. Рајков камен је мала некропола која се састоји од двије цјелине. Прва цјелина назива се Рајков камен, састоји се од крстаче са надгробном плочом, једног високог сандука са постољем и једног сандука. Око 100 м сјеверозападно од претходне групе налазе се два осамљена стећка у облику сандука.
- Крстача са гробном плочом, оријентације запад-исток. Димензије су, 2.8 м висина, ширина је 0,6 м, а дебљина 0,32 м. Плоча је 1,9 x 1,6 x 0,3 м. На крижишту кракова је уцртан је рељеф полујабуке, а изнад ње урезан је рељеф круга чија је унутрашњост испуњена линијама које се зракасто шире.
- Високи сандук са постољем, оријентације запад-исток. Димензије су 165 (120) висина, 0,45 ширина, (0,40) x 1,8 м дебљина; димензије постоља су 1,9 x1,5 x 0,2 м. Налази се јужно од поменуте крстаче. Сандук је преваљен. Украси, рељефи су на врху бочних страна фриз од повијене лозице са тролистовима, а испод је пет “сараценских” аркада.
- Сандук, се налази западно од крстаче високог сандука, оријентације је запад-исток. Димнезије су 2.34 м висина, 1,65 м ширина и 0,4 м дебљине.
- Друга два споменика су у облику два сандука положени један до другог, оријентације запад-исток.[1]